# Jim Brinkhof
Jim Brinkhof is sinds juli 2024 de hoofdtrainer bij PEC Zwolle Vrouwen.

## Carrière
Brinkhof begon in 2018 als hoofdtrainer bij amateurclub SV Haarle. Na een seizoen ruilde hij die in om in de jeugdopleiding van PEC Zwolle Vrouwen te gaan werken. Het eerste jaar in de jeugdopleiding en de vier seizoenen daarna was hij hoofdtrainer van het beloftenelftal en tevens assistent bij de hoofdmacht. In 2023 maakte hij de overstap naar FC Utrecht Vrouwen om daar trainer van de beloften te worden en de jeugdopleiding op te zetten. Na een jaar keerde hij terug bij PEC Zwolle om hoofdtrainer te worden van het eerste elftal.